# Pseudomnesicles
Pseudomnesicles is een geslacht van rechtvleugeligen uit de familie Chorotypidae. De wetenschappelijke naam van dit geslacht is voor het eerst geldig gepubliceerd in 1974 door Descamps.

## Soorten
Het geslacht Pseudomnesicles omvat de volgende soorten:
- Pseudomnesicles milleri Ramme, 1941
- Pseudomnesicles plagiator Ramme, 1941
- Pseudomnesicles rhodopeplus Butlin, Blackith & Blackith, 1989
- Pseudomnesicles roseosignatus Brunner von Wattenwyl, 1898